# Таксвайлер, Хейнц
Хейнц Таксвайлер (нем. Heinz Taxweiler, 14 декабря 1920, Целле, Ганновер — 13 мая 1944) — немецкий антифашист, член комитета «Свободная Германия».

## Биография
Родился 14 декабря 1920 года в Целле, близ Ганновера, в семье сапожника
Работал в отцовской мастерской в качестве помощника
В начале Второй мировой войны был призван в ряды Вермахта, а именно в ряды 111-й пехотной дивизии.. Признав природу фашистского режима и войны, он дезертировал от своей части под Лубнами и прятался в течение шести месяцев в пгт Безлюдовка Харьковской области среди местных жителей, прячась под именем «Мыкола». Когда появился немецкий патруль и заставил население работать, жители деревни прикрыли его и сказали, что он глухонемой. 9 марта 1942 года немецкая военная полиция его выследила и арестовала Трибунал присудил его к расстрелу, но военным судом смертный приговор был заменён на пять лет лишения свободы.
Хейнца посадили в концлагерь Эстервеген. В 1943 году перевели в штрафбат № 561 и вновь послали на Восточный фронт. На Волховском фронте 20 декабря 1943 года Хайнц перешёл на сторону Красной Армии.
Включился в работу ленинградской группы Национального комитета «Свободная Германия» в составе 59-й армии, где занял должность фронтового комиссара (Frontbeauftragter)
Сыграл выдающуюся роль в организации и применении нестандартного психологического воздействия на солдат Вермахта через мегафон, отличавшегося своей убедительностью и новизной. Из окопов он каждый день призывал немецких солдат отделиться от Гитлера и как можно быстрее положить конец войне.
Военным советом 59-й армии был награждён медалью за мужество и отвагу.
13 мая 1944 года во время одного из обращений через мегафон к немецким солдатам на берегу реки Нарвы на Пермискюла-Саар был смертельно ранен. Первоначально был похоронен в эстонском селе Загривье, а позже перезахоронен в братскую могилу города Сланцы Ленинградской области
Комитет «Свободная Германия» позже выпустил пропагандистскую листову «Да будут прокляты убийцы Хайнца Таксвайлера!» (Fluch den Mördern von Heinz Taxweiler!).

## Память
Украинский советский писатель Юрий Герасименко упоминал Хайнца Таксвейлера в своих повестях про Безлюдовку «Ой видно село» и «Лісове озеро».